# آل یانگ
آل یانگ (انگلیسی: Al Young; ۳۱ مهٔ ۱۹۳۹ – ۱۷ آوریل ۲۰۲۱) رمان‌نویس، و شاعر اهل ایالات متحده آمریکا بود.
وی همچنین برندهٔ جوایزی همچون جایزه کتاب آمریکا، برنامه فولبرایت، و کمک‌هزینه گوگنهایم شده‌است.